# 以色列—巴勒斯坦關係
以色列—巴勒斯坦關係是指以色列与巴勒斯坦国、巴勒斯坦民族权力机构、巴勒斯坦解放組織之间的一系列关系。以色列和巴勒斯坦解放組織之間于20世纪80年代末开始和談，并于1993年达成奧斯陸協議。不久之后，巴勒斯坦民族权力机构成立，并在接下来的六年間，巴勒斯坦解放組織控制下的領土与以色列的经济和安全联系日益密切。 2000年阿克萨群众起义爆发後，两国关系急劇恶化。2005年，随着兩方的和解和停火，兩國關係又逐步和緩。 
2006年，哈马斯领导的巴勒斯坦议会就职后，以色列内阁决定中止每月向巴勒斯坦当局支付的5千万美元代收的税金。2007年加沙之戰爆發後法塔赫和哈马斯決裂，哈马斯接管加沙地带。隨後以色列封鎖加沙地帶。